# Paul-Henri Campbell

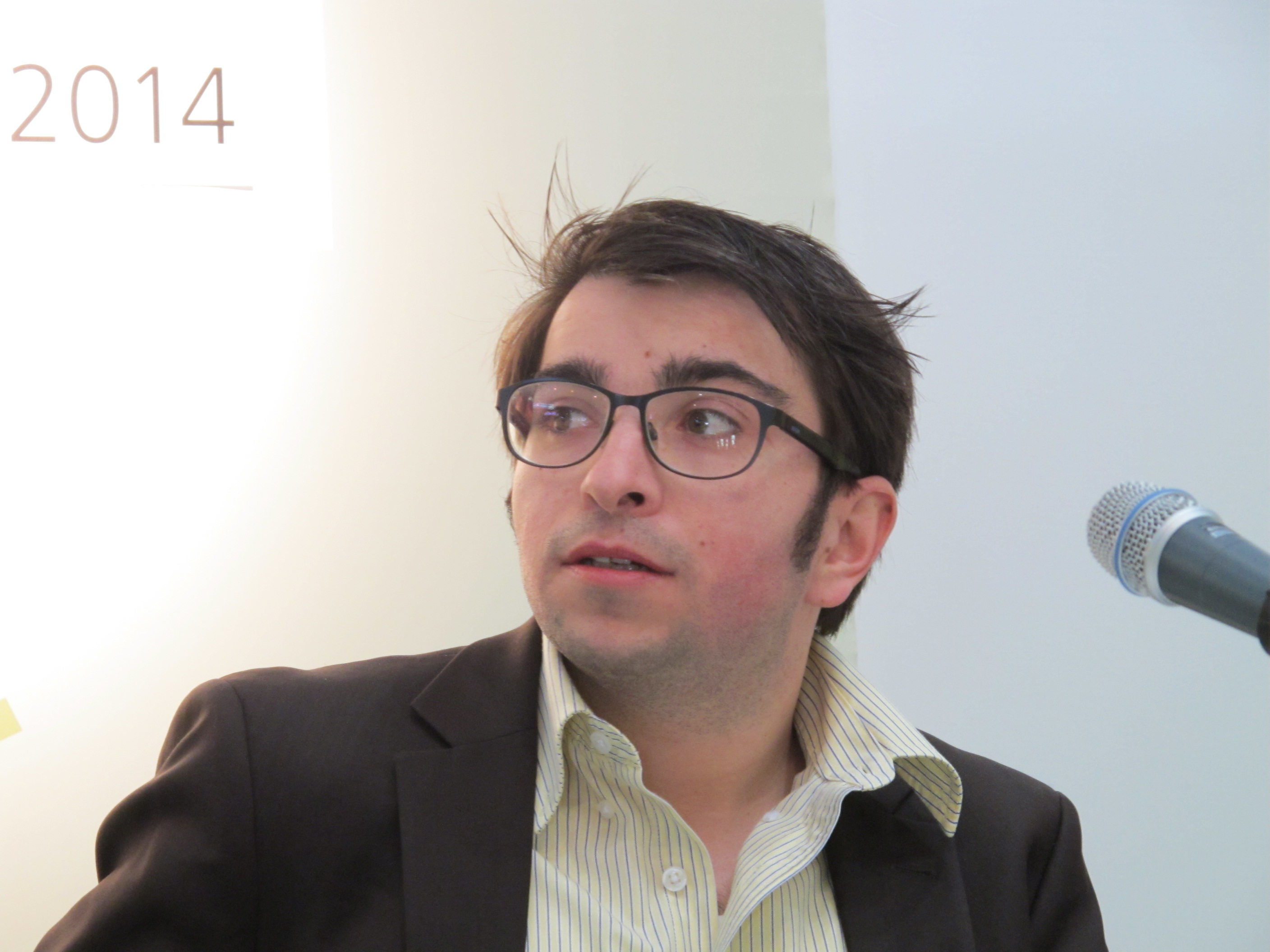
Paul-Henri Campbell (2014)

Paul-Henri Campbell (* 1982 in Boston, Massachusetts) ist ein deutsch-amerikanischer Schriftsteller.
Paul-Henri Campbell (bürgerlich: Christopher Paul-Henri Campbell) ist ein bilingualer Autor und schreibt Lyrik und Prosa sowohl in englischer als auch deutscher Sprache. Er studierte Klassische Philologie (Altgriechisch) und Katholische Theologie an der National University of Ireland und der Goethe-Universität in Frankfurt am Main.

## Leben
Paul-Henri Campbell ist der Sohn eines amerikanischen Army-Offiziers und einer deutschen Krankenschwester. Er ist in Massachusetts aufgewachsen und später mit seinen Eltern nach Deutschland gezogen, wo er in Bayern (Aschaffenburg) das Abitur ablegte. Seit seiner Geburt hat er einen schweren Herzfehler und trägt seit seinem 24. Lebensjahr einen Herzschrittmacher. Campbell brach eine Dissertation im Fach Fundamentaltheologie an der Hochschule der Jesuiten, Sankt Georgen, in Frankfurt am Main ab. Er arbeitete in leitenden Positionen für das Bistum Limburg und die Österreichische Ordenskonferenz, bevor er sich als Schriftsteller selbstständig machte. Er ist mit der Violistin und Schriftstellerin Tamara Štajner verheiratet.
2022 war er Gründungsmitglied des PEN Berlin und wurde im November 2024 in dessen Board gewählt.

## Werk
Für seinen Gedichtband nach den narkosen (2017) erhielt Campbell den Bayerischen Kunstförderpreis, außerdem wählte der Literaturkritiker Gregor Dotzauer den Band für das Literaturhaus Berlin aus, um ihn unter den zehn Gedichtbänden des Jahres 2017 vorzustellen. 2018 schlug Uljana Wolf den Band nach den narkosen für die Lyrik-Empfehlungen der Deutschen Akademie für Sprache und Dichtung vor. Der Band enthält u. a. Gedichte, die eine Poetologie des Kranken bzw. der „Insuffizienz“ entwickeln: eine poetologische Position, für die Campbell in Anlehnung an Judith Butler den hermeneutischen Begriff „Salutonormativität“ prägte. Herbert Wiesner meinte einmal in Die Welt augenzwinkernd: „Paul-Henri Campbell gib zu, auch Märtyrer sind ab und an ein bisschen eitel, nicht wahr.“
Campbell verfasste zahlreiche Porträts zu Malern und Grafikern wie z. B. Marianna Gartner, Sebastian Schrader, Hartwig Ebersbach, Arno Rink, Sighard Gille, Michael Morgner und vielen Tätowierern, z. B. Henk Schiffmacher, Manfred Kohrs oder Alex Binnie. Der Leipziger Maler Aris Kalaizis arbeitete mit Campbell in Form von Ausstellungen, Vorträgen und Schriften intensiv zusammen.
Seit Januar 2013 ist Campbell ständiges Mitglied der Redaktion der Lyrikzeitschrift Das Gedicht, wo er die englischsprachige Anthologie, Das Gedicht chapbook. German Poetry Now, initiiert hat.
Er hat zahlreiche Beiträge in Magazinen und Zeitungen veröffentlicht – z. B. Lichtungen, World Literature Today, Hessischer Literaturbote, Frankfurter Hefte, entwürfe, Volltext, Akzente, Ostragehege, Tagesspiegel, Stars & Stripes, Cordite Poetry Review, Das Gedicht.

## Veröffentlichungen

### Autor
- duktus operandi. Gedichte, ATHENA-Verlag, Oberhausen 2010, ISBN 978-3-89896-406-7.
- meinwahnstraße. Erzählungen, fhl-Verlag, Leipzig 2011,[28][29] ISBN 978-3-942829-20-5.
- Space Race. Gedichte:Poems, fhl-Verlag, Leipzig 2012,[30] ISBN 978-3-942829-21-2.
  - space race. Gedichte (erweiterte Neuauflage), Allitera Verlag, München 2015.
- Papst Benedikt XVI., Hörbuch (Sprecher: Andreas Herrler und Mirko Kasimir), Monarda Publishing House, Halle/Saale 2012.[31]
- Am Ende der Zeilen | At the End of Days. Gedichte | Poetry, fhl-Verlag, Leipzig 2013.[32][33][34]
- nach den narkosen | after anesthesia. Gedichte, Wunderhorn Verlag, Heidelberg 2017. ISBN 978-3-88423-556-0[35][36]
- innere organe. Gedichte, Wunderhorn Verlag, Heidelberg 2022. ISBN 978-3-88423-670-3[37]

### Herausgeber
- Paul-Henri Campbell (Hrsg.): Sottorealism. Aris Kalaizis, Imhof-Verlag, Petersberg 2013.
- Matthias Theodor Kloft, Paul-Henri Campbell (Hrsg.), Gotik im Westerwald, Ausstellungskatalog, Diözesanmuseum Limburg 2015.
- als Mitherausgeber von DIE WIEDERHOLUNG. Zeitschrift für Literaturkritik.
  - Alexandru Bulucz, Leonhard Keidel, Paul-Henri Campbell (Hrsg.): „Es ist so dunkel, dass die Menschen leuchten.“ Zum Werk von Werner Söllner, Die Wiederholung 4, Heidelberg 2017.[38][39]
  - Alexandru Bulucz, Leonhard Keidel, Paul-Henri Campbell (Hrsg.): Die Wiederholung 5, Heidelberg 2017.
- Michael Braun, Paul-Henri Campbell (Hrsg.): Lyrik-Taschenkalender 2018, Wunderhorn Verlag, Heidelberg 2017.[40]
- Paul-Henri Campbell (Hrsg.): Tattoo & Religion. Die bunten Kathedralen des Selbst (Interviews), Heidelberg 2019, ISBN 978-3-88423-606-2.[41][42][43][44][45][46]
- zusammen mit Anton G. Leitner: Das Gedicht. Zeitschrift für Lyrik, Essay und Kritik Nr. 32: Menschlichkeit. Die Poesie der Nähe. Weßling bei München, 2024.[47]

### Übersetzer
- Ludwig Steinherr, All Ears, Lyrikedition 2000, München 2013.
- Michael Augustin, Anton G. Leitner, Paul-Henri Campbell, Das Gedicht chapbook. German Poetry Now, Pegasus & Rosinante. When Poets Travel, Weßling bei München 2014.[48]
- Anton G. Leitner, Paul-Henri Campbell, Das Gedicht chapbook. German Poetry Now, Lustful Things / Geile Sachen, Weßling bei München 2016.
- Ludwig Steinherr, Lichtgesang / Light Song, Lyrikedition 2000, München 2017.[49][50]
- Koleka Putuma: Kollektive Amnesie. Das Wunderhorn, Heidelberg 2020.
- Ilma Rakusa: Love After Love, SurVision, Dublin 2021.

## Preise / Mitgliedschaften
- 2023 Innovationspreis für die Arbeit mit religiösen Tätowierungen[51]  vom Zentrum für Pastoralforschung.[52]
- 2022 Publikumspreis beim Dresdner Lyrikpreis[53]
- 2022 Alfred-Gruber-Preis beim Lyrikpreis Meran[54]
- 2022 Stipendiat im Ubbelohde-Haus[55]
- 2021 Dresdner Chamisso-Poetikdozentur[56]
- 2020 Junge Akademie der Wissenschaften und Literatur in Mainz[57]
- 2018 Förderpreis des Hermann-Hesse-Literaturpreises für nach den narkosen[58]
- 2017 Bayerischer Kunstförderpreis (Literatur)[59]
- 2012 Übersetzungspreis des Dichtungsrings Bonn